# Antigiro
Em logística, o antigiro, ou taxa de cobertura, é o período de tempo que um estoque cobre o consumo da empresa. Este índice é calculado a partir da média de estoques e o seu consumo e é bastante útil para a análise de estoques. A unidade do antigiro é a unidade utilizada no consumo ou no estoque médio, ou seja, uma empresa com um estoque médio mensal de 4 unidade e um consumo de 2 unidade por mês tem um antigiro ou uma taxa de cobertura de 2 meses  (Dias, 1986, p. 75-76).